# Фаэтано
Фаэтано (итал. Faetano) — один из девяти городов-коммун в Сан-Марино, имеющий в своём составе 4 прихода.
Население на 2010 составляло 1175 человек. Площадь — 7,75 км². Граничит с коммунами Монтеджардино, Фьорентино, Борго-Маджоре и Доманьяно, а также с итальянскими муниципалитетами Кориано, Монтескудо и Сассофельтрио.
На местных выборах 2020 года все 100% голосов и 6 мест получил блок Фаэтано Вива.

## История
Добровольно присоединился к Сан-Марино в 1463 году.

## Административное деление
Делится на 4 прихода:
- Ка-Кьявелло (Cà Chiavello)
- Каллигария (Calligaria)
- Кориянино (Corianino)
- Монте-Пулито (Monte Pulito)